# Thạch Hạ
Thạch Hạ là một phường thuộc thành phố Hà Tĩnh, tỉnh Hà Tĩnh, Việt Nam.

## Địa lý
Phường Thạch Hạ nằm ở cửa ngõ phía bắc thành phố Hà Tĩnh, có vị trí địa lý:
- Phía đông giáp phường Đồng Môn
- Phía tây giáp phường Thạch Trung
- Phía nam giáp phường Thạch Quý
- Phía bắc giáp xã Hộ Độ.

Phường Thạch Hạ có diện tích 7,97 km², dân số năm 2023 là 11.467 người, mật độ dân số đạt 1.472 người/km².

## Hành chính
Phường Thạch Hà được chia thành 11 tổ dân phố: Đông Đoài, Hạ, Liên Hà, Liên Nhật, Liên Thanh, Minh Tiến, Minh Yên, Tân Học, Tân Lộc, Thượng, Trung.

## Lịch sử
Ngày 11 tháng 10 năm 2012, UBND tỉnh Hà Tĩnh ban hành Quyết định số 2936/QĐ-UBND về việc thành lập thôn Tân Lộc trên cơ sở thôn Minh Tân và thôn Minh Lộc.
Xã Thạch Hà có 11 thôn: Đông Đoài, Hạ, Liên Hà, Liên Nhật, Liên Thanh, Minh Tiến, Minh Yên, Tân Học, Tân Lộc, Thượng, Trung.
Ngày 14 tháng 11 năm 2024, Ủy ban Thường vụ Quốc hội ban hành Nghị quyết số 1283/NQ-UBTVQH15 về việc sắp xếp đơn vị hành chính cấp huyện, cấp xã của tỉnh Hà Tĩnh giai đoạn 2023 – 2025 (nghị quyết có hiệu lực từ ngày 1 tháng 1 năm 2025). Theo đó, thành lập phường Thạch Hạ thuộc thành phố Hà Tĩnh trên cơ sở toàn bộ 7,97 km² diện tích tự nhiên và quy mô dân số là 11.467 người của xã Thạch Hạ.
Ngày 9 tháng 1 năm 2025, UBND tỉnh Hà Tĩnh ban hành Quyết định số 58/QĐ-UBND về việc:
- Chuyển thôn Đông Đoài thành tổ dân phố Đông Đoài.
- Chuyển Thôn Hạ thành tổ dân phố Hạ.
- Chuyển thôn Liên Hà thành tổ dân phố Liên Hà.
- Chuyển thôn Liên Nhật thành tổ dân phố Liên Nhật.
- Chuyển thôn Liên Thanh thành tổ dân phố Liên Thanh.
- Chuyển thôn Minh Tiến thành tổ dân phố Minh Tiến.
- Chuyển thôn Minh Yên thành tổ dân phố Minh Yên.
- Chuyển thôn Tân Học thành tổ dân phố Tân Học.
- Chuyển thôn Tân Lộc thành tổ dân phố Tân Lộc.
- Chuyển Thôn Thượng thành tổ dân phố Thượng.
- Chuyển Thôn Trung thành tổ dân phố Trung.

Phường Thạch Hà có 11 tổ dân phố: Đông Đoài, Hạ, Liên Hà, Liên Nhật, Liên Thanh, Minh Tiến, Minh Yên, Tân Học, Tân Lộc, Thượng, Trung.